# Kloster La Patrie
Kloster La Patrie war von 1880 bis 1882 ein kanadisches Kloster der Trappisten in La Patrie (Québec), Le Haut-Saint-François, Estrie, Erzbistum Sherbrooke.

## Geschichte
Der Pater Jérôme (Vertume) Péloquin (geboren in Saint-Hyacinthe), der in das Kloster Sainte-Justine eingetreten, nach dessen Schließung 1872 nach Kloster Melleray gewechselt und dort zum Subprior geworden war, wurde durch seinen kanadischen Freund Jérôme-Adolphe Chicoyne (1844–1910) ermuntert, 1880 in La Patrie das Kloster Bethléem zu gründen. Es gelang ihm, zwei Mitbrüder anzuziehen und mit ihnen zusammen erfolgreich zu roden, zu bauen und zu bewirtschaften. Als jedoch 1882 der Abt von Melleray persönlich zur Visitation kam, gewann er den Eindruck, dass das Kloster nicht tragfähig war und löste es auf. Péloquin kehrte 1883 nach Melleray zurück.